# Microrregión de Canoinhas
La microrregión de Canoinhas es una de las microrregiones del estado brasileño de Santa Catarina perteneciente a la mesorregión Norte Catarinense. Su población censada en 2010 por el IBGE era de 243.782 habitantes y está dividida en doce municipios. Posee un área total de 9.420,322 km², siendo por lo tanto, la 2ª mayor microrregión de Santa Catarina.

## Municipios
- Bela Vista do Toldo
- Canoinhas
- Irineópolis
- Itaiópolis
- Mafra
- Major Vieira
- Monte Castelo
- Papanduva
- Porto União
- Santa Terezinha
- Timbó Grande
- Três Barras

- Datos: Q2295920